# Relaciones Sudán del Sur-Venezuela
Las relaciones Sudán del Sur-Venezuela se refieren a las relaciones internacionales que existen entre Sudán del Sur y Venezuela. Ambos países establecieron relaciones diplomáticas en 2013.

## Historia
Después de declarar su independencia en 2011, Sudán del Sur inició conversaciones con Venezuela para el establecimiento de relaciones diplomáticas en 2013. El mismo año se establecieron las relaciones diplomáticas entre ambos países.

## Misiones diplomáticas
- Venezuela cuenta con una embajada concurrente en Jartum, Sudán.[2]